# Stowarzyszenie „Republikanie”
Stowarzyszenie „Republikanie” – polskie stowarzyszenie polityczne o profilu republikańskim i konserwatywno-liberalnym, założone w 2013. Od lutego do września 2017 posiadało koło poselskie w Sejmie VIII kadencji. W 2021 powołało Partię Republikańską, posiadającą kilku posłów i eurodeputowanego oraz przedstawicieli w rządzie.

## Historia
3 czerwca 2013 założyciel powołanej w 2009 Fundacji Republikańskiej, poseł Przemysław Wipler, opuścił Prawo i Sprawiedliwość, zapowiadając powołanie stowarzyszenia o charakterze politycznym o nazwie „Republikanie” (zarejestrowane zostało ono 2 sierpnia). 22 odbyła się jego konwencja założycielska, na której gościli m.in. Paweł Kukiz, Cezary Kaźmierczak (prezes Związku Przedsiębiorców i Pracodawców) i Jakub Kulesza (prezes Stowarzyszenia KoLiber). Przemysław Wipler objął w nim funkcję prezesa, zaś wiceprezesem została Anna Streżyńska (była prezes Urzędu Komunikacji Elektronicznej), która na przełomie października i listopada na ponad trzy tygodnie przejęła obowiązki prezesa. 23 listopada, w wyniku wyboru nowych władz, prezesem ponownie został Przemysław Wipler (pokonując Annę Streżyńską w głosowaniu). Do „Republikanów” przystąpił m.in. wieloletni burmistrz Marek, Janusz Werczyński.
7 grudnia działacze stowarzyszenia współtworzyli na bazie ruchu „Godzina dla Polski” (wraz m.in. z PJN i byłymi politykami PO) partię Polska Razem Jarosława Gowina. Działacz „Republikanów” Łukasz Wróbel został jednym z wiceprezesów tego ugrupowania, członkiem prezydium zarządu został także Przemysław Wipler. Na przełomie lat 2013 i 2014 Anna Streżyńska opuściła „Republikanów”. 20 lutego 2014 grupa działaczy „Republikanów” (na czele z Przemysławem Wiplerem i Łukaszem Wróblem) opuściła Polskę Razem, jednak duża część działaczy stowarzyszenia pozostała w tej partii. 10 marca Przemysław Wipler zawarł porozumienie o współpracy z Kongresem Nowej Prawicy (a 15 maja przystąpił do tej partii). Stowarzyszenie od tamtej pory zmieniło charakter jednolitego ruchu na rzecz wspierania swoich członków w innych podmiotach politycznych. Jeden z wiceprezesów „Republikanów” Piotr Zając został w marcu nowym wiceprezesem Polski Razem, lecz kilka miesięcy później przeszedł do KNP (podobnie jak szereg innych działaczy stowarzyszenia). Niektórzy działacze Stowarzyszenia „Republikanie” (na czele z Jackiem Sierpińskim) przystąpili do Partii Libertariańskiej.
W styczniu 2015 działacze „Republikanów” będący w KNP współtworzyli partię KORWiN, a Przemysław Wipler został jej wiceprezesem. Część działaczy stowarzyszenia, głównie związana z ruchem na rzecz JOW, zaangażowała się w 2015 w kampanię prezydencką Pawła Kukiza oraz wystartowała w wyborach parlamentarnych z list komitetu Kukiz’15. W wyborach parlamentarnych do Sejmu weszło dwoje ówczesnych członków stowarzyszenia (Magdalena Błeńska i Tomasz Jaskóła) oraz kilka innych osób związanych z Fundacją Republikańską. 28 listopada 2015, na III Zjeździe Republikańskim, Przemysław Wipler ustąpił z funkcji prezesa. Nowym prezesem stowarzyszenia został dotychczasowy członek zarządu Karol Rabenda, jednocześnie będący szefem pomorskich struktur KORWiN.
10 czerwca 2016 powstał Klub Republikański w Sejmie, który utworzyli należący wówczas do stowarzyszenia posłowie VIII kadencji (wszyscy reprezentujący klub poselski Kukiz’15): Magdalena Błeńska (koordynator), Józef Brynkus, Tomasz Jaskóła, Anna Siarkowska i Rafał Wójcikowski. 19 stycznia 2017 Rafał Wójcikowski zginął w wypadku drogowym, a mandat poselski po nim objęła 8 lutego Małgorzata Janowska, która nie przystąpiła do klubu Kukiz’15.
23 lutego prezes „Republikanów” Karol Rabenda zrezygnował z członkostwa w partii KORWiN (Wolność), a Magdalena Błeńska i wiceprezes „Republikanów” Anna Siarkowska wystąpiły z klubu poselskiego Kukiz’15. Dzień później obie posłanki utworzyły wraz z Małgorzatą Janowską koło poselskie stowarzyszenia „Republikanie” (jego przewodniczącą została Anna Siarkowska).
20 września tego samego roku sejmowe koło „Republikanów” rozpadło się poprzez przejście do klubu Prawa i Sprawiedliwości Anny Siarkowskiej i Małgorzaty Janowskiej, które ogłosiły jednocześnie powołanie Partii Republikańskiej (wśród jej założycieli znaleźli się także Michał Połuboczek, Marek Wróbel i Radosław Żydok). Od ich decyzji odciął się zarząd stowarzyszenia. Partia Republikańska stała się reprezentacją polityczną Fundacji Republikańskiej. W 2019 Małgorzata Janowska przeszła do PiS, a Anna Siarkowska (zastąpiona na początku roku na czele partii przez Marcina Wolaka) w kolejnych wyborach uzyskała z listy PiS poselską reelekcję. W listopadzie tegoż roku Partia Republikańska została wyrejestrowana.
4 listopada 2017 działacze „Republikanów” współtworzyli powstałą z przekształcenia Polski Razem partię Porozumienie. Prezes stowarzyszenia Karol Rabenda i posłanka Magdalena Błeńska zostali jej wiceprezesami, w prezydium zarządu zasiadł także Marcel Klinowski (został zastępcą sekretarza generalnego). W 2019 Magdalena Błeńska nie ubiegała się o poselską reelekcję, a Karol Rabenda kandydował do Sejmu bez powodzenia. 13 lutego 2021 Karol Rabenda, Magdalena Błeńska i będący niedługo wcześniej skarbnikiem partii inny czołowy działacz „Republikanów” Paweł Skotarek zostali wykluczeni z Porozumienia, po tym jak wbrew Jarosławowi Gowinowi uznali oni Adama Bielana (wykluczonego z ugrupowania, a wcześniej zawieszonego wraz z m.in. Marcelem Klinowskim, usuniętym z partii tuż po zawieszeniu) za p.o. prezesa partii. 7 stycznia 2021 została zarejestrowana Partia Republikańska, zgłoszona do ewidencji w październiku 2017 przez działaczy „Republikanów” (Monikę Baran, Piotra Opaczewskiego i Agatę Żemetro) przeciwnych działaniom tworzącej wówczas partię o tej samej nazwie Anny Siarkowskiej, współtworzących w 2017 Porozumienie. W 2021 działacze ci, podobnie jak liderzy Stowarzyszenia „Republikanie”, opowiedzieli się w sporze o przywództwo w Porozumieniu po stronie Adama Bielana, którego grupa na zjeździe 20 czerwca 2021 weszła w skład Partii Republikańskiej (jej prezesem został Adam Bielan, a prezes stowarzyszenia Karol Rabenda jednym z wiceprezesów), która 16 grudnia 2023 rozwiązała się, zasilając PiS.

## Program
Stowarzyszenie „Republikanie” opowiada się za systemem jednomandatowych okręgów wyborczych i głosowaniem wyborczym przez Internet, a także za zwiększeniem demokracji bezpośredniej. „Republikanie” proponują obniżenie podatków i uproszczenie systemu podatkowego, m.in. zastąpienie podatków PIT i CIT podatkiem od funduszu płac dla pracowników oraz jednolitym podatkiem od działalności gospodarczej. Stowarzyszenie opowiada się również za zmniejszeniem liczby etatów w administracji państwowej i samorządowej o co najmniej 20%. W ramach polityki prorodzinnej proponuje dwuletnie płatne urlopy macierzyńskie, bony wychowawcze oraz zwiększone ulgi na dzieci. W gospodarce „Republikanie” opowiadają się za deregulacją wielu zawodów, zasadą milczącej zgody w postępowaniu administracyjnym, a także likwidacją ograniczeń dla przedsiębiorców i inwestorów. W dziedzinie edukacji stowarzyszenie opowiada się za wprowadzeniem bonu edukacyjnego i systemu kredytów studenckich; było przeciwko gimnazjom oraz za przywróceniem szkolnictwa zawodowego. „Republikanie” postulują wprowadzenie emerytury obywatelskiej oraz docelowo likwidację ZUS i KRUS. Proponują także działania naprawcze w systemie opieki zdrowotnej.

## Odłamy partyjne

### Kongres Republikański / Normalny Kraj, Ruch Wolności / Partia Wolności
Odłam działaczy Stowarzyszenia „Republikanie” sprzeciwiający się polityce Przemysława Wiplera postanowił utworzyć partię Kongres Republikański, zarejestrowaną 30 kwietnia 2015, której prezesem został Krzysztof Fluder. Na I kongresie partii 14 czerwca tego samego roku zastąpił go były działacz KNP Wiesław Lewicki, a KR przyjął nową nazwę Normalny Kraj, odcinając się od republikanizmu. Partia przyjęła charakter antysystemowy i silnie prawicowy.
Wiesław Lewicki był również liderem innej partii Ruch Wolności, zarejestrowanej 6 lipca 2015. 3 stycznia 2016 jej nowym prezesem została także działająca wcześniej w KNP Anna Karbowska, a 26 czerwca 2016 formacja przemianowała się na Partię Wolności. Wiesław Lewicki wnioskował ponadto w styczniu 2015 o rejestrację partii Wolna Europa, która nastąpiła 21 września 2022. 30 listopada 2023 została zarejestrowana kolejna kierowana przez niego partia, Normalna Polska.

### Republikanie RP
W wyniku rozłamu w Kongresie Republikańskim powstała partia Republikanie RP, zarejestrowana 29 grudnia 2015, której prezesem został Krzysztof Fluder (utrzymał to stanowisko na I kongresie partii 1 października 2016). Partia przyjęła charakter umiarkowany i centroprawicowy. 24 stycznia 2017, wskutek niezłożenia sprawozdania finansowego za 2015 rok, została wykreślona z ewidencji.